# Гатрі (округ, Айова)
Шаблон:StateAbbr_ 41°41′00″ пн. ш. 94°30′00″ зх. д. / 41.683333333333° пн. ш. 94.5° зх. д.
Округ Гатрі (англ. Guthrie County) — округ (графство) у штаті Айова, США. Ідентифікатор округу 19077.

## Історія
Округ утворений 1851 року.

## Демографія
За даними перепису
2000 року
загальне населення округу становило 11353 осіб, усе сільське.
Серед мешканців округу чоловіків було 5609, а жінок — 5744. В окрузі було 4641 домогосподарство, 3251 родин, які мешкали в 5467 будинках.
Середній розмір родини становив 2,86.
Віковий розподіл населення поданий у таблиці:
| Стать    | До 15 років | 15-21 | 22-29 | 30-39 | 40-49 | 50-65 | 65-85 | Понад 85 |
| -------- | ----------- | ----- | ----- | ----- | ----- | ----- | ----- | -------- |
| Чоловіки | 1134        | 485   | 404   | 743   | 899   | 973   | 860   | 111      |
| Жінки    | 1015        | 453   | 383   | 734   | 794   | 1008  | 1117  | 240      |

## Суміжні округи
- Грін — північ
- Даллас — схід
- Адер — південь
- Одюбон — захід
- Керролл — північний захід

## Виноски
1. ↑  U.S. Decennial Census. United States Census Bureau. Архів оригіналу за 12 травня 2015. Процитовано 17 липня 2014.
2. ↑  Historical Census Browser. University of Virginia Library. Архів оригіналу за 11 серпня 2012. Процитовано 17 липня 2014.
3. ↑  Population of Counties by Decennial Census: 1900 to 1990. United States Census Bureau. Архів оригіналу за 22 квітня 2014. Процитовано 17 липня 2014.
4. ↑  Census 2000 PHC-T-4. Ranking Tables for Counties: 1990 and 2000 (PDF). United States Census Bureau. Архів оригіналу (PDF) за 18 грудня 2014. Процитовано 17 липня 2014.
5. ↑  State & County QuickFacts. United States Census Bureau. Архів оригіналу за 7 червня 2011. Процитовано 17 липня 2014.(англ.) Наведено за англійською вікіпедією.
6. ↑  American FactFinder. Бюро перепису населення США. Архів оригіналу за 21 травня 2008. Процитовано 31 січня 2008.

| США | Це незавершена стаття з географії США. Ви можете допомогти проєкту, виправивши або дописавши її. |